# Abraham Paz
 Abraham Paz Cruz (El Puerto de Santa Maria, 29 juni 1979), voetbalnaam Abraham Paz, is een gewezen Spaans profvoetballer.  Hij was verdediger.

## Voetballer
Abraham Paz begon zijn carrière tijdens de tweede helft van het seizoen 1998–1999 bij de B ploeg van Cádiz CF. Het daaropvolgende seizoen werd hij uitgeleend aan de ploeg van zijn geboortedorp Racing Club Portuense.
Zijn doorbraak kende hij bij zijn terugkeer naar Cádiz tijdens het seizoen 2000–2001.  Hij maakte de hele opgang van de ploeg mee van de Segunda División B naar de Primera División met de promoties op het einde van de seizoenen 2002–2003 en 2004–2005, om dan ook de teloorgang naar de Segunda División B tijdens de seizoenen 2005–2006 en 2007–2008 mee te maken.  Beide promoties werden behaald na het succesvol omzetten van een penalty door Abraham Paz, de eerste keer tegen UD Las Palmas en de tweede keer tegen Xerez CD.  Daarentegen werd de laatste wedstrijd, die de speler op 15 juni 2008 gespeeld heeft, een nachtmerrie.  Hij miste een penalty in de 95e minuut bij een 1-1-gelijkstand.  Een overwinning in deze slotwedstrijd van het seizoen 2007–2008 zou de redding van de ploeg betekend hebben.
Vanaf seizoen 2008–2009 kreeg hij een nieuwe kans bij Hércules CF, de belangrijkste ploeg uit Alicante.  In zijn tweede seizoen was hij een van de bepalende figuren in de promotie naar de Primera División.  Ondanks een goed seizoen 2010–2011 op persoonlijk vlak, kan de ploeg zich echter niet handhaven.  Door een zwakke terugronde bevonden ze zich op een twintigste en laatste plaats.  De ploeg uit Alicante besliste om hem niet te verlengen.
Zijn goede prestaties werden echter opgemerkt en zo kwam hij tijdens het seizoen 2011–2012 terecht bij FC Cartagena, een ploeg uit de Segunda División A.  Na de eerste wedstrijd van de competitie tegen zijn gewezen ploeg uit Alicante bleek de speler geblesseerd te zijn en miste hij vijf wedstrijden, waarna hij zich opwerkte tot een van de basisspelers.  Toen de ploeg echter zijn plaats niet kon handhaven werd het contract tussen beide partijen beëindigd.
Hij vond voor seizoen 2012–2013 onderdak bij een andere club uit de Segunda División A, het Catalaanse CE Sabadell.  Op het einde van dit seizoen werd hij genoemd om twee wedstrijden verkocht te hebben.
Het daaropvolgende seizoen 2013–2014 verliet hij het voetbal van zijn vaderland om zich te vestigen in Israel bij Hapoel Bnei Sachnin, een ploeg uit de Ligat Ha'Al. Daar kwam hij zijn vroegere teamgenoot van FC Cartagena tegen, Marcos Fernández.  Hij zou gedurende anderhalf seizoen een van de basisspelers worden.
In januari 2015 tekende hij een contract bij reekgenoot Maccabi Haifa.  Maar na een half seizoen keerde hij reeds terug bij Hapoel Bnei Sachnin, waar hij voor het seizoen 2015–2016 tekende.  Bij deze ploeg zou hij op het einde van het seizoen 2017-2018 zijn professionele loopbaan stop zetten.
Tijdens de maand januari 2019 kwam hij terecht bij St Joseph's FC, een ploeg waar hij zijn actieve voetballersloopbaan zou eindigen.

## Trainer
Na een uitgebreide loopbaan als voetballer vervolgde hij zijn loopbaan in de dug-out als coach van het jeugd B-elftal van Atlético Sanluqueño, vanwaar hij dit seizoen de overstap maakte naar het eerste elftal, als tweede in de leiding van de coachingstaf onder leiding van Pedro Buenaventura.
Hij heeft zijn voetbalschoenen aan de haak geslagen bij St Joseph's FC in Gibraltar, de club die hem nu aangetrok om Jaime Molina te vervangen. Het werd de eerste ervaring als hoofdtrainer in het profvoetbal.